# Louis Angely
Louis Angely, nato Louis Jean Jacques Angely (Lipsia, 1º febbraio 1787 – Berlino, 16 novembre 1835), è stato un commediografo, attore teatrale e regista tedesco.
Fu l'iniziatore del teatro popolare berlines; inventò infatti popolari personaggi teatrali come Kluck e fu prolifico autore di vaudeville e Singspiele.

## Biografia
Figlio di Jeanne Marie e di Jean Gorges Louis Angely, cantore della chiesa riformata francese, Louis Angely nacque a Lipsia nel 1787. Debuttò come attore nel 1808 a Stettino. Recitò a Riga, Reval e Jelgava, spesso in ruoli comici, giungendo nel 1826 al Teatro di Corte tedesco di Pietroburgo.
Dal 1828, lavorò a Berlino - sia come attore che in veste di regista - nel nuovo Königsstädtisches Theater in Alexanderplatz che era stato inaugurato nel 1824. Nel 1830, Angely si ritirò dalle scene, continuando però a scrivere commedie.
Morì a Berlino, il 16 novembre 1835. Fu sepolto nella chiesa riformata francese (Liesenstraße). Durante la costruzione delle fortificazioni del confine orientale tra il settore di Berlino Ovest con la DDR, la tomba venne spianata.

## Commediografo
Louis Angely compose principalmente farse e commedie leggere sulla falsariga del vaudeville francese adattato in uno stile propriamente berlinese. Il suo lavoro di maggior successo fu la farsa Das Fest der Handwerker che si richiamava a modelli berlinesi senza rimandare ad alcuna influenza francese. Angely fu il primo interprete di Kluck, un personaggio teatrale diventato poi tanto popolare da influire con i suoi modi di dire sul linguaggio del berlinese comune.
Fu uno dei librettisti che lavorarono alla traduzione di Le Maçon, l'opera di Auber che, nella versione tedesca, prese il titolo di Maurer und Schlosser.

## Vita privata
I fratelli Arthur (1864-1946), Richard (1866-1916) e Max Brausewetter (1867-1927), tutti e tre scrittori, erano suoi parenti attraverso la loro madre, sua nipote Natalie Saunier.